# Чернецкое (платформа)
Черне́цкое — остановочный пункт на Большом кольце Московской железной дороги в Троицком округе Москвы. Относится к Московско-Смоленскому региону Московской железной дороги.
Станция Чернецкое была построена в 1943 году, в рамках строительства Большого кольца МЖД по типовому проекту (по тому же проекту построены, в частности, станции Акулово, Кресты). На станции было 5 путей — 2 главных и 3 станционных, расположенных южнее платформ, а также ответвление в сторону военной базы Чехов-7, предназначенное для доставки на погрузку (разгрузку) грузов специального назначения для РЛС «Дунай». В конце 1990-х годов все станционные пути были сняты, вокзал и служебные здания законсервированы, а впоследствии варварски разгромлены. Станция стала остановочным пунктом на перегоне Кресты — Сандарово.
В настоящее время остановочный пункт состоит из двух низких прямых боковых платформ. Платформы полной длины (на 12 вагонов). До демонтажа станционных путей южная платформа была островной. Сооружения на платформах выдержаны в сине-белой цветовой гамме, характерной для Киевского направления Московской железной дороги.
На платформе останавливаются: 5 (6 по выходным дням) пар электропоездов, курсирующих на участке Кубинка-2 — Кубинка-1 — Бекасово-1 — Столбовая — Детково и 2 электропоезда линии Апрелевка — Детково. Билеты для проезда приобретаются непосредственно в электропоездах у разъездных кассиров (касса, располагавшаяся ранее в здании вокзала, закрыта).
Хотя остановка находится в Москве, прямых поездов до вокзалов или станций метро Москвы нет. Можно доехать только с пересадкой на радиальное направление. До ликвидации путевого развития прямое сообщение было (введено не ранее лета 1988 года) — станция являлась конечной для одной пары электропоезда из Москвы-Киевской (и была последней станцией на линии, до которой было прямое сообщение с Киевского вокзала). После демонтажа станционных путей в Чернецком маршруты электропоездов из Москвы были укорочены до станции Кресты (с лета 1992 года).
От военного городка Чехов-7 существует автобусное сообщение с Москвой (Троицкий округ), Подольском и Чеховым:
- пригородный маршрут № 34 станция Чехов — Чернецкое (Чехов-7)[5].
- пригородный маршрут № 1077 станция Подольск — Чернецкое (Чехов-7)[6].

## Галерея
- Старая схема Киевского направления. Чернецкое показано как станция 11-й тарифной зоны.
- Бывшее вокзальное здание
- Расписание лета 2012
- Северная платформа
- Северная платформа
- За северной платформой видна поверхность старой платформы
- Южная платформа
- Северная платформа